# Szívós Erika
Szívós Erika (Budapest, 1968. április 30. – ) történész, egyetemi oktató. Az ELTE BTK Történeti Intézet Gazdaság- és Társadalomtörténeti Tanszékének habilitált egyetemi docense.
Oktatási és kutatási területei a 19. és 20. századi társadalom-, kultúr- és várostörténet. Ezen belül a fő hangsúlyok: az Osztrák–Magyar Monarchia, illetve Közép-Európa városai és kultúrái; Budapest története; a hazai és régióbeli zsidóság története; az emlékezés, emlékezet és örökség kérdésköre; nőtörténet; a modern társadalmak átalakulásának egyes aspektusai, pl. emancipáció, mobilitás és migráció. Jelenlegi kutatásai Budapest és más közép-európai fővárosok 20. századi történetéhez, azok fizikai, illetve társadalmi átalakulásaihoz és az őket érintő várospolitikához kapcsolódnak. 

## Tanulmányai
Az Eötvös Loránd Tudományegyetem Bölcsészettudományi Kar történelem szakán 1993-ban végzett, majd 1995-ben ugyanitt szerzet diplomát angol nyelv és irodalom szakon. Egyetemi tanulmányai során 1992-ben TEMPUS ösztöndíjjal a Leicesteri Egyetemen hallgatott gazdaság- és társadalomtörténetet, valamint várostörténetet.
1995 és 1996 között a Fulbright Alapítvány ösztöndíjával PhD tanulmányokat folytatott a Bostoni Egyetemen. PhD fokozatot 2004-ben a Debreceni Egyetemen szerzett.
2014-ben habilitált az Eötvös Loránd Tudományegyetem Bölcsészettudományi Karán.

## Oktatói tevékenység
1995 és 2000 között az ELTE BTK Történeti Intézet Gazdaság- és Társadalomtörténeti Tanszék megbízott előadója, 2000 óta oktatója, 2017-től pedig tanszékvezetője. 2018 óta a Közép-Európa Tanulmányok szakfelelőse, 2021-ben a Central European Studies angol nyelvű mesterszak alapítója. 
ELTE BTK Történelemtudományi Doktori Iskola Társadalom- és Gazdaságtörténet Doktori Programjának 2006 óta tagja, oktatója.
Vendégelőadóként oktatott a Lipcsei Egyetemen (2012), a Bécsi Egyetemen (2012), a Leeds Beckett University-n (2013), az Indianai Egyetemen (2015), a Grazi Egyetemen (2019), a Duke University-n (2019), valamint a McGill University-n (2021) is.

## Tudományos/szakmai közéleti tevékenység
1995-től tagja a Hajnal István Kör Társadalomtörténeti Egyesületnek.
2003 és 2007 között a Habsburg-kori Kutatások Közalapítvány felügyelőbizottságának tagja. 
2016-ban alapítója az ELTE BTK Nőtörténeti Kutatóközpontnak. 2016-tól tagja az MTA Nőtörténeti Munkabizottságának, a Hajnal István Kör választmányi tagja, a Múltunk Politikatörténeti Folyóirat szerkesztőbizottságának.
2017-től az URBS Magyar Várostörténeti Évkönyv szerkesztőbizottsági tagja, valamint az International Commission for the History of Towns / Commission Internationale pour l’histoire des villes (ICHT/CIHV) bizottsági tagja.
2018-tól az European Association for Urban History (EAUH) tagja, valamint a European Research Council (ERC) 786314. számú, Continuity/Rupture: Art and Architecture in Central Europe 1918–1939 (CRAACE) című projektjének tanácsadó testületi tagja. 
2019-től a Teaching European History in the 21st Century (KA203-04077EFF) című Erasmus+ Strategic Partnership (KA) tankönyvírási, oktatásfejlesztési projekt résztvevője, valamint az ELTE Tématerületi Kiválósági Program Kultúra és család – Közösségépítés: család és nemzet, hagyomány és innováció című projektjének résztvevője. 
2021-ben alapító tagja az ELTE BTK–TáTK Társadalmi Változások Története Kutatóközpontnak.

## Díjak, kitüntetések, ösztöndíjak
1999-ben elnyerte a Nyílt Társadalom Alapítvány (Open Society Foundation) HESP (Higher Education Support Program) kurzusfejlesztési ösztöndíját. 1995-1996-ban a Fulbright Alapítvány és az Andrew W. Mellon Alapítvány posztgraduális ösztöndíjasként tanult és kutatott az Egyesült Államokban. 2006-ban, valamint 2014 és 2017 között több ízben volt az Osztrák-Magyar Akció Alapítvány (Stiftung Aktion Österreich-Ungarn) ösztöndíjasa egyéni és csoportos kutatási projektekben. 2010 és 2013 között elnyerte az MTA Bolyai János kutatói ösztöndíját. 2023-ban a Forschungsstelle für Zeitgeschichte in Hamburg (Hamburgi Jelenkortörténeti Kutatóközpont) vendégkutatója, a Hamburg Institute for Advanced Study-val együttműködésben. 2021-ben elnyerte az ELTE BTK Kari Kiválósági Díját.  

## Főbb publikációi

### Könyvek
- Hétker, zsidónegyed, gettó, bulinegyed? A Belső-Erzsébetváros története a kezdetektől a 2000-es évekig. Budapest, Korall, 2022.
- Cities and Economy in Europe: Markets and Trade on the Margins from the Middle Ages to the Present. (Szerkesztő, Szende Katalinnal és Weisz Boglárkával). London, Routledge, 2024.
- Az öröklött város. Városi tér, kultúra és emlékezet a 19–21. században. Budapest, Budapest Főváros Levéltára, 2014.
- A magyar képzőművészet társadalomtörténete, 1867–1918. Új Mandátum Kiadó, Budapest, 2009.
- Social History of Fine Arts in Hungary, 1867–1918. Social Science Monographs, Boulder, Colorado – Center for Hungarian Studies and Publications, Wayne, New Jersey – Institute for Habsburg History, Budapest. Distributed by Columbia University Press, 2011.
- Kismama sárga csillaggal. Egy fiatalasszony naplója a német megszállástól 1945 júliusáig. Budapest, Jaffa Kiadó, 2015. (Szerkesztő, Huhák Helénával és Szécsényi Andrással)

### Tanulmányok
- Bábel a számok mögött: Budapest többnyelvű társadalma a dualizmus korában. In: Kövér György (szerk.), Kiss Zsuzsanna, Koloh Gábor és Somorjai Szabolcs (közreműk.): Hogyan lett Budapest a nemzet fővárosa? Tanulmányok Budapest 150. és a Társadalom- és Gazdaságtörténeti Doktori Program 30. születésnapjára. Budapest, ELTE Eötvös Kiadó, 2023. 309–345.
- The Historic City and the East-West Exchange: Architecture, Urban Renewal and International Knowledge Transfers under State Socialism in Hungary. Urban History, Vol. 49 (2022), Issue 3, 523–548.
- Migration and Diaspora in Modern History (ca. 1800–1900). With Ido de Haan and Juan Luis Simal. In: Jan Hansen – Jochen Hung – Jaroslav Ira – Judit Klement – Sylvain Lesage – Juan Luis Simal – Andrew Tompkins (eds.) The European Experience: A Multi-Perspective History of Modern Europe. Cambridge, UK: Open Book Publishers, 2023. 75–84.
- Kelet-Közép-Európa nagyvárosai a második világháborútól a 2000-es évekig: mai városfejlődésünk jelenkori gyökereiről. Múltunk 65. évf. (2020) 4. 1–67.
- Utcanevek és utcanév-változások: térpolitika, érzelmi kötődés és generációs azonosulás. In Papp Barbara (szerk.): Lélek és történelem: Örökség. Budapest,  ELTE BTK, 2021. 199–216.
- Aussagen für die Nachwelt: die österreich-ungarische Jahrhundertwende im Spiegel weiblicher Memoiren. Die Erinnerungen der Schauspielerin Mari Jászai als Beispiel. In: Lilla Krász – Brigitta Pesti – Andrea Seidler (Hg.): Medien, Orte, Rituale: Zur Kulturgeschichte weiblicher Kommunikation im Königreich Ungarn. Wien, Praesens Verlag, 2020. 221–246.
- Migráció és társadalmi átalakulás: kivándorlás és elvándorlás egy budapesti városnegyedből 1945. In: Halmos Károly, Kovács Janka és Lászlófi Viola (szerk.): Mozgás és átalakulás. A migráció és a társadalmi mobilitás történeti változásai és összefüggései. Budapest: Hajnal István Kör Társadalomtörténeti Egyesület, 2018. 441–463.
- Introduction: Revival of Historic Jewish Spaces in Central and Eastern European Cities. In: Historic Jewish Spaces in Central and Eastern European Cities. East Central Europe, Vol. 42 (2015) 2–3. 139–162.
- Bonds Tried by Hard Times: Jews and Christians on Klauzál tér, Budapest, 1938–1945. Hungarian Historical Review 1, no. 1–2 (2012), 166–199.